# Sujjan Singh
Sujjan Singh (Chandigarh, 30 december 1980) is een professional golfer uit India. Hij is lid van de Chandigarh Golf Club en speelt sinds 2011 op de Aziatische PGA Tour.

## Amateur
Singh is een sikh en ging naar de Bishop Cotton School in Simla, waar hij in 1998 werd uitgeroepen tot Sportman van het Jaar.  

## Professional
Singh werd in 2004 professional. In 2010 werd hij 2de in het Bangladesh Open en op 7 maart won hij de Players Championshipna play-off tegen Anura Rohana uit Sri Lanka. In 2011 werd hij 5de in de Indian Masters met een score van -11.

### Gewonnen
- 2010: Aircel PGTI Players Championship presented by Panchkula Golf Club (-7)